# Dębowa Góra (Sławków)
Dębowa Góra – historyczna osada leśna (obecnie część miasta i ulica) w południowej części Sławkowa, obejmuje kilka domów mieszkalnych.
W latach 1870–1936 Dębowa Góra była gromadą w gminie Bolesław w powiecie olkuskim w woj. kieleckim.
1 kwietnia 1936 włączono ją do gminy Sławków w tymże powiecie i województwie.
W okresie II wojny światowej funkcjonowała nieoficjalnie niemiecka nazwa Eichhübel.
18 sierpnia 1945 wraz z powiatem olkuskim włączona do województwa krakowskiego, gdzie stanowiły jedną z 9 gromad gminy Sławków
Po wojnie stanowiła jedną z 9 gromad gminy Sławków w woj. krakowskim
w latach 1954–1961 wchodziła w skład gromady Niwa, a 31 grudnia 1961 została włączona do Sławkowa (w latach 1977–1984 wraz z nim w Dąbrowie Górniczej).